# 弗朗西斯科-艾雷斯
弗朗西斯科-艾雷斯（葡萄牙語：Francisco Ayres）是巴西皮奥伊州的一个市镇。总面积656.448平方公里，总人口5029人，人口密度7.7人/平方公里。